# Andy Hicks
Andy Hicks (ur. 10 sierpnia 1973) – angielski snookerzysta. Plasuje się na 54. miejscu pod względem zdobytych setek w profesjonalnych turniejach, ma ich łącznie 167.
Pochodzi z Devon w Anglii. Obecnie mieszka w Liskeard w Kornwalii.
Pierwszym ważnym wydarzeniem w jego karierze było dojście do półfinałów Mistrzostw świata 1995, pokonując po drodze Steve’a Davisa, Williego Thorne’a oraz finalistę 1996 Petera Ebdona. Mimo że w drugiej połowie lat 90. utrzymywał się w rankingu blisko czołowej szesnastki, to nigdy tam się nie znalazł. W sezonie 2003/04 spadł aż na 62 pozycję. W sezonie 2004/05 dotarł do ćwierćfinałów British Open, pokonując m.in. Kena Doherty'ego. W sezonie tym powrócił do czołowej „32”. W Mistrzostwach świata 2006 odpadł w pierwszej rundzie pokonany przez Steve’a Davisa. W 2007 także odpadł w pierwszej rundzie, pokonany przez Allistera Cartera.
Do końca listopada 2016 na swoim koncie zapisał 149 breaków stupunktowych.